# Kuukuluup Tasia

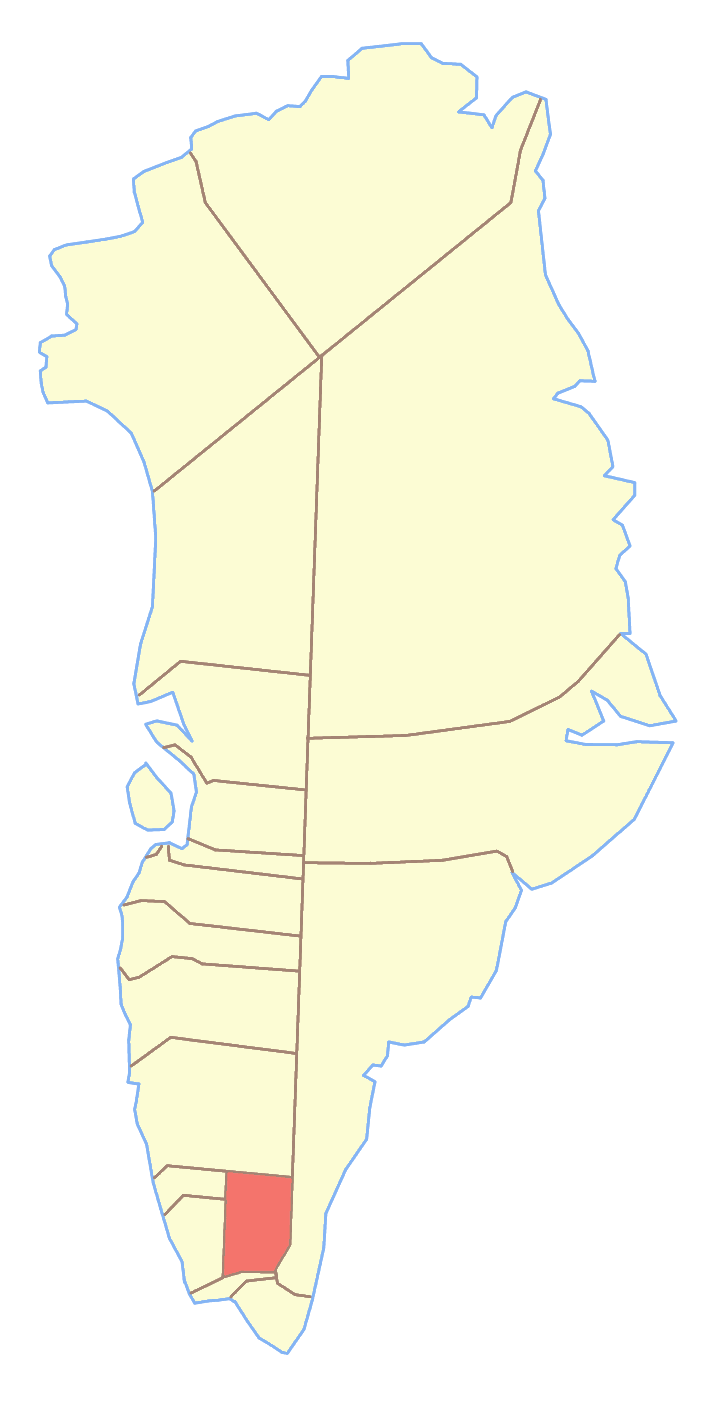
Ex comune di Narsaq, dove si trovava il Kuukuluup Tasia

Il Kuukuluup Tasia (danese: Nordbosø) è un lago della Groenlandia. Si trova a 660 m sul mare, a 61°23'N 45°21'O; appartiene al comune di Kujalleq.